# Bartolomeo Bettera

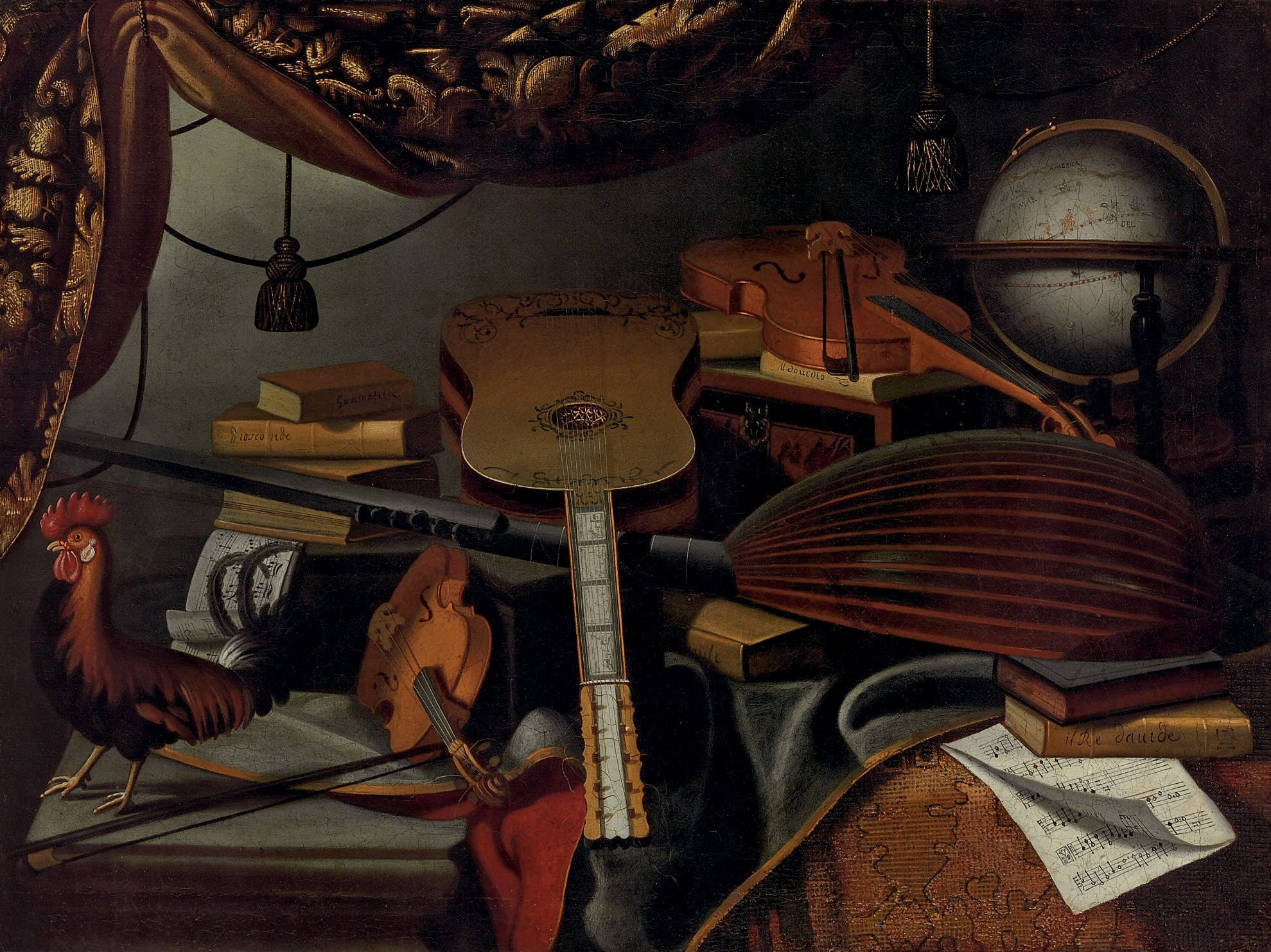
Martwa natura z instrumentami muzycznymi – olej na płótnie; obraz Bettera z Saint Louis Art Museum

Bartolomeo Bettera (ur. 1639 w Bergamo, zm. ok. 1688 w Mediolanie) – włoski malarz okresu baroku.
Uczeń Evarista Baschenisa. Malował martwe natury z instrumentami muzycznymi typu vanitas oraz alegorie pięciu zmysłów.
Malarzem martwych natur w podobnym stylu był również jego syn – Bonaventura Bettera (1663–1718).

## Wybrane dzieła
- Martwa natura z instrumentami muzycznymi – Museum of Fine Arts, Houston,
- Martwa natura z instrumentami muzycznymi – Saint Louis Art Museum,
- Martwa natura z instrumentami muzycznymi – San Francisco, Fine Arts Museums,
- Martwa natura z instrumentami muzycznymi – Sarasota, Ringling Museum of Art,
- Martwa natura z instrumentami muzycznymi i książkami - Jerozolima, Israel Museum.